# Android 16

Android 16的开发者预览徽标

Android 16，内部代号：Baklava，是已發布的Android版本。Google已于2025年6月10日推出正式版及原始碼。

## 历史
2024年9月，开发人员teamb58在程式码中发现Android 16的开发代号可能为Baklava。
11月18日，一篇有关于开发者预览1的文章发布，内容确定了Android 16的发布时间表，得知发布时间会比往年提早。
11月20日，开发者预览1发布。
12月18日，开发者预览2发布。
2025年1月23日，Beta1发布，进入Beta阶段。
2月13日，Beta2发布；2月27日，Beta2.1发布。
3月13日，Beta3发布，Android 16正式进入稳定状态，将不再出现大量修改；3月18日，Beta3.1发布；4月2日，Beta 3.2发布。
4月17日，Beta4发布；5月13日，Beta4.1发布。
5月20日，QPR1 Beta 1发布，进入QPR1阶段；6月4日，QPR1 Beta 1.1发布。
6月10日，QPR1 Beta 2发布。
6月10日，正式版发布。部分功能尚未正式发布。

## 功能

### 使用者介面
Android 16的部分外观经过重新设计，官方称其为Material 3 Expressive。增加了动画、色彩和模糊的使用。截至2025年6月10日，尚未被引入正式版。

### Linux 终端
Android 16扩展了在Android 15 QPR2测试版中首次推出的「Linux 终端」功能，允许使用者在装置内的虚拟机器上运行GNU应用程式。此功能透过Android 虚拟化框架(AVF)创建一个基于Debian的环境，使GNU命令和图形应用程式得以执行。客户作业系统由虚拟机器管理程式(KVM或Gunyah)完全隔离，并使用独立的Linux核心调度资源。支援运行如Doom等桌面应用程式。

### 嵌入型照片选择器
强化的Android的照片选择器，将云端相簿与本机内容整合，支援Google相簿等云端媒体服务。直接选取储存在云端帐户中的照片。因应螢幕方向或及主题变更等调整，隐藏溢出选单和预览功能。此外，选取栏和Snackbar支援展开或折叠操作，以适应不同的使用情境。内建的搜寻功能够在本地和云端媒体中寻找特定的照片和影片。

### 健康纪录
Health Connect功能强化，透过新的API集合，应用程式能存取和管理医疗资料。初始开发者预览版支援以快捷式医疗服务互操作资源(FHIR)格式编写医疗记录。FHIR是一种标准化的方法，用于在不同医疗保健系统中管理电子健康记录。目前此功能主要聚焦于免疫接种记录，未来规划将扩展支援范围至实验室结果、药品等。

### 隐私沙盒
透过利用匿名资料和本地处理来限制追踪机制，同时提供个人化内容。

### 通知冷却时间
缓解由连续通知所造成的干扰。当使用者短时间内接收到多个通知时，会暂时降低通知音量并将提示最小化，最长可达两分钟。不会影响来电或闹钟等高优先级通知。

### 自适应应用程式
Android 16移除了应用程式在大螢幕装置上限制螢幕方向和可调整大小功能的能力，以确保跨装置和螢幕尺寸的无缝功能。此变更旨在鼓励开发人员创建能流畅适应不同显示尺寸和方向的自适应应用程式。此政策将分阶段实施：2025年时，针对API等级36的应用程式，将影响螢幕宽度超过600dp的装置，并提供选择退出选项；2026年时，政策将扩展至针对API等级37的应用程式，届时将取消选择退出条款。

### APV解码器
新增对进阶专业影片 (APV) 转码器的支援，该转码器专为专业级高品质影片录制和后制作业而设计，编解码器标准提供多项专业级视讯功能，包括YUV 422色彩取样、10位元编码，以及高达2 Gbit/s的目标位元率等。其参考实作已透过OpenAPV专案提供。

### 直式文字
对直式文字的基本支援，尚不支援进阶功能。

### 音訊共享
採用蓝牙LE音訊的Auracast技术，使用者可以与其他具有蓝牙低功耗技术的设备进行音訊共享，支持同时与多个设备共享。

### 桌面模式
桌面模式是Android 16中一项处于开发阶段的新功能。在此模式下，介面经过重新设计，以提供更接近传统桌上型电脑的操作体验。主要介面布局包括一个位于画面底部的工作列，应用程式图示採置中排列。三键式导览列被移至工作列的右侧。画面上方的状态列，左侧用以显示时间与通知，右侧则显示电池电量与网路状态。桌面模式支援多视窗操作，并引入快速对齐功能。可以将视窗靠左或靠右对齐，当滑鼠游标停留在视窗的最大化按钮上时，系统会显示快速对齐选项。截至2025年6月QPR1 Beta 2，该功能尚在开发中，部分功能可能无法正常使用。需透过开发者选项手动启用；截至同日16.0.0_r2，尚未被引入正式版。

### Live Updates
Android 16 加入了Live Updates通知类别，目的帮助用户监控并快速存取重要的持续活动。全新的 ProgressStyle 通知范本为即时更新提供了一致的使用者体验，帮助开发者建立以进度为中心的使用者旅程，例如共乘、外带和导航。它支援自订图标，用于开始、结束和当前进度追踪、路段和点、用户旅程状态、里程碑等。

## 版本
跟过去的版本不同，Android 16会比平常提早发布。所有的測試版本僅為Pixel手機提供。
| 版本          | 时间           | 内容 |
| 开发者预览    | 开发者预览     | 开发者预览 |
| ------------- | -------------- | --- |
| 开发者预览 1  | 2024年11月19日 | 早期的开发者预览版会着重在使用者的回馈上，在这个版本中，新增了一些功能、API，并有些许调整。可能会出现不稳定的情况。 |
| 开发者预览 2  | 2024年12月18日 | 更新了一些功能，API，并有些许调整。                                                                                 |
| Beta          |                | |
| Beta 1        | 2025年1月23日  | 发布早期Beta版更新，为注册Android Beta版的早期使用者提供更新。                                                      |
| Beta 2        | 2025年2月13日  | Beta版的第二次更新。                                                                                                |
| Beta 2.1      | 2025年2月27日  | 属于Beta 2的修正版本，修正了一些问题。                                                                              |
| Beta 3        | 2025年3月13日  | 第一个稳定版本，将不再具有大幅度更新；正常情况下，API功能不再更动；修正一些错误。                                   |
| Beta 3.1      | 2025年3月18日  | 属于Beta 3的修正版本，修正了一些问题。                                                                              |
| Beta 3.2      | 2025年4月2日   | 属于Beta 3.1的修正版本，修正了一些问题。                                                                            |
| Beta 4        | 2025年4月17日  | 增加了一些小功能，修正一些错误。                                                                                    |
| Beta 4.1      | 2025年5月13日  | 属于Beta 4的修正版本，修正了一些问题。                                                                              |
| QPR1          |                | |
| QPR1 Beta 1   | 2025年5月20日  | QPR1阶段，进行大幅度的外观修改。                                                                                    |
| QPR1 Beta 1.1 | 2025年6月4日   | 属于QPR1 Beta 1的修正版本，修正了一些问题。                                                                         |
| QPR1 Beta 2   | 2025年6月10日  | QPR1阶段，第二个版本。                                                                                              |
| 正式发布(Q2)  |                | |
| 16.0.0        | 2025年6月10日  | Android 16的正式版。部分功能尚未正式发布。                                                                          |
| 来源:         |                | |